# 포뮬러 원 그랑프리 목록
아래는 1950년부터 시작된 FIA F1 그랑프리의 전체 목록이다.

## 레이스

### 레이스 타이틀
굵은 글씨는 2013 시즌에 개최된 19 그랑프리를 나타낸다.
| 레이스                  | 개최 연도                                                                   | 개최 횟수 |
| ----------------------- | --------------------------------------------------------------------------- | --------- |
| 아부다비 그랑프리       | 2009 ~ 2013                                                                 | 5         |
| 아르헨티나 그랑프리     | 1953 ~ 1958, 1960, 1972 ~ 1975, 1977 ~ 1981, 1995 ~ 1998                    | 20        |
| 오스트레일리아 그랑프리 | 1985 ~ 2013                                                                 | 29        |
| 오스트리아 그랑프리     | 1964, 1970 ~ 1987, 1997 ~ 2003                                              | 26        |
| 바레인 그랑프리         | 2004 ~ 2010, 2012 ~ 2013                                                    | 9         |
| 벨기에 그랑프리         | 1950 ~ 1956, 1958, 1960 ~ 1968, 1970, 1972 ~ 2002, 2004 ~ 2005, 2007 ~ 2013 | 58        |
| 브라질 그랑프리         | 1973 ~ 2013                                                                 | 41        |
| 영국 그랑프리           | 1950 ~ 2013                                                                 | 64        |
| 시저스팰리스 그랑프리   | 1981 ~ 1982                                                                 | 2         |
| 캐나다 그랑프리         | 1967 ~ 1974, 1976 ~ 1986, 1988 ~ 2008, 2010 ~ 2013                          | 44        |
| 중국 그랑프리           | 2004 ~ 2013                                                                 | 10        |
| 댈러스 그랑프리         | 1984                                                                        | 1         |
| 디트로이트 그랑프리     | 1982 ~ 1988                                                                 | 7         |
| 네덜란드 그랑프리       | 1952 ~ 1953, 1955, 1958 ~ 1971, 1973 ~ 1985                                 | 30        |
| 유럽 그랑프리           | 1983 ~ 1985, 1993 ~ 1997, 1999 ~ 2012                                       | 22        |
| 프랑스 그랑프리         | 1950 ~ 1954, 1956 ~ 2008                                                    | 58        |
| 독일 그랑프리           | 1951 ~ 1954, 1956 ~ 1959, 1961 ~ 2006, 2008 ~ 2013                          | 60        |
| 헝가리 그랑프리         | 1986 ~ 2013                                                                 | 28        |
| 인도 그랑프리           | 2011 ~ 2013                                                                 | 3         |
| 인디애나폴리스 500      | 1950 ~ 1960                                                                 | 11        |
| 이탈리아 그랑프리       | 1950 ~ 2013                                                                 | 64        |
| 일본 그랑프리           | 1976 ~ 1977, 1987 ~ 2013                                                    | 29        |
| 코리아 그랑프리         | 2010 ~ 2013                                                                 | 4         |
| 룩셈부르크 그랑프리     | 1997 ~ 1998                                                                 | 2         |
| 말레이시아 그랑프리     | 1999 ~ 2013                                                                 | 15        |
| 멕시코 그랑프리         | 1963 ~ 1970, 1986 ~ 1992                                                    | 15        |
| 모나코 그랑프리         | 1950, 1955 ~ 2013                                                           | 60        |
| 모로코 그랑프리         | 1958                                                                        | 1         |
| 퍼시픽 그랑프리         | 1994 ~ 1995                                                                 | 2         |
| 페스카라 그랑프리       | 1957                                                                        | 1         |
| 포르투갈 그랑프리       | 1958 ~ 1960, 1984 ~ 1996                                                    | 16        |
| 산마리노 그랑프리       | 1981 ~ 2006                                                                 | 26        |
| 싱가포르 그랑프리       | 2008 ~ 2013                                                                 | 6         |
| 남아공 그랑프리         | 1962 ~ 1963, 1965, 1967 ~ 1980, 1982 ~ 1985, 1992 ~ 1993                    | 23        |
| 스페인 그랑프리         | 1951, 1954, 1968 ~ 1979, 1981, 1986 ~ 2013                                  | 43        |
| 스웨덴 그랑프리         | 1973 ~ 1978                                                                 | 6         |
| 스위스 그랑프리         | 1950 ~ 1954, 1982                                                           | 6         |
| 터키 그랑프리           | 2005 ~ 2011                                                                 | 7         |
| 미국 그랑프리           | 1959 ~ 1980, 1989 ~ 1991, 2000 ~ 2007, 2012 ~ 2013                          | 35        |
| 미국 그랑프리 웨스트    | 1976 ~ 1983                                                                 | 8         |

### 개최국
굵은 글씨는 2013 시즌에 개최된 19 그랑프리를 나타낸다.
| 국가              | 개최 경주 | 개최 횟수 |
| ----------------- | --- | --------- |
| 아르헨티나        | 아르헨티나 그랑프리 (1953 ~ 1958, 1960, 1972 ~ 1975, 1977 ~ 1981, 1995 ~ 1998) | 20        |
| 오스트레일리아    | 오스트레일리아 그랑프리 (1985 ~ 2013) | 29        |
| 오스트리아        | 오스트리아 그랑프리 (1964, 1970 ~ 1987, 1997 ~ 2003) | 26        |
| 바레인            | 바레인 그랑프리 (2004 ~ 2010, 2012 ~ 2013) | 9         |
| 벨기에            | 벨기에 그랑프리 (1950 ~ 1956, 1958, 1960 ~ 1968, 1970, 1972 ~ 2002, 2004 ~ 2005, 2007 ~ 2013) | 58        |
| 브라질            | 브라질 그랑프리 (1973 ~ 2013) | 41        |
| 캐나다            | 캐나다 그랑프리 (1967 ~ 1974, 1976 ~ 1986, 1988 ~ 2008, 2010 ~ 2013) | 44        |
| 중국              | 중국 그랑프리 (2004 ~ 2013) | 10        |
| 프랑스            | 프랑스 그랑프리, 58 (1950 ~ 1954, 1956 ~ 2008) 스위스 그랑프리, 1 (1982) | 59        |
| 독일              | 독일 그랑프리, 60 (1951 ~ 1954, 1956 ~ 1959, 1961 ~ 2006, 2008 ~ 2013) 유럽 그랑프리, 12 (1984, 1995 ~ 1996, 1999 ~ 2007) 룩셈부르크 그랑프리, 2 (1997 ~ 1998)                                                                                          | 74        |
| 헝가리            | 헝가리 그랑프리 (1986 ~ 2013) | 28        |
| 인도              | 인도 그랑프리 (2011 ~ 2013) | 3         |
| 이탈리아          | 이탈리아 그랑프리, 64 (1950 ~ 2013) 산마리노 그랑프리, 26 (1981 ~ 2006) 페스카라 그랑프리, 1 (1957) | 91        |
| 일본              | 일본 그랑프리, 29 (1976 ~ 1977, 1987 ~ 2013) 퍼시픽 그랑프리, 2 (1994 ~ 1995) | 31        |
| 말레이시아        | 말레이시아 그랑프리 (1999 ~ 2013) | 15        |
| 멕시코            | 멕시코 그랑프리 (1963 ~ 1970, 1986 ~ 1992) | 15        |
| 모나코            | 모나코 그랑프리 (1950, 1955 ~ 2013) | 60        |
| 모로코            | 모로코 그랑프리 (1958) | 1         |
| 네덜란드          | 네덜란드 그랑프리 (1952 ~ 1953, 1955, 1958 ~ 1971, 1973 ~ 1985) | 30        |
| 포르투갈          | 포르투갈 그랑프리 (1958 ~ 1960, 1984 ~ 1996) | 16        |
| 싱가포르          | 싱가포르 그랑프리 (2008 ~ 2013) | 6         |
| 남아프리카 공화국 | 남아공 그랑프리 (1962 ~ 1963, 1965, 1967 ~ 1980, 1982 ~ 1985, 1992 ~ 1993) | 23        |
| 대한민국          | 코리아 그랑프리 (2010 ~ 2013) | 4         |
| 스페인            | 스페인 그랑프리, 42 (1951, 1954, 1968 ~ 1979, 1981, 1986 ~ 2013) 유럽 그랑프리, 7 (1994, 1997, 2008 ~ 2012) | 50        |
| 스웨덴            | 스웨덴 그랑프리 (1973 ~ 1978) | 6         |
| 스위스            | 스위스 그랑프리 (1950 ~ 1954) | 5         |
| 튀르키예          | 터키 그랑프리 (2005 ~ 2011) | 7         |
| 아랍에미리트      | 아부다비 그랑프리 (2009 ~ 2013) | 5         |
| 영국              | 영국 그랑프리, 64 (1950 ~ 2013) 유럽 그랑프리, 3 (1983, 1985, 1993) | 67        |
| 미국              | 미국 그랑프리, 35 (1959 ~ 1980, 1989 ~ 1991, 2000 ~ 2007, 2012 ~ 2013) 인디애나폴리스 500, 11 (1950 ~ 1960) 미국 그랑프리 웨스트, 8 (1976 ~ 1983) 디트로이트 그랑프리, 7 (1982 ~ 1988) 시저스팰리스 그랑프리, 2 (1981 ~ 1982) 댈러스 그랑프리, 1 (1984) | 64        |

### 개최지
굵은 글씨는 2013 시즌에 개최된 19 그랑프리를 나타낸다.
| 레이싱 트랙                      | 개최 연도 | 개최 횟수 |
| -------------------------------- | --- | --------- |
| 애들레이드                       | 오스트레일리아 그랑프리 (1985 ~ 1995) | 11        |
| 아이다                           | 퍼시픽 그랑프리 (1994 ~ 1995) | 2         |
| 에인트리                         | 영국 그랑프리 (1955, 1957, 1959, 1961 ~ 1962) | 5         |
| 안데르스토르프                   | 스위스 그랑프리 (1973 ~ 1978) | 6         |
| 오스틴                           | 미국 그랑프리 (2012 ~ 2013) | 2         |
| 아부스 (베를린)                  | 독일 그랑프리 (1959) | 1         |
| 브랜즈 해치                      | 영국 그랑프리, 12 (1964, 1966, 1968, 1970, 1972, 1974, 1976, 1978, 1980, 1982, 1984, 1986) 유럽 그랑프리, 2 (1983, 1985)                                                               | 14        |
| 브렘가르텐                       | 스위스 그랑프리 (1950 ~ 1954) | 5         |
| 부에노스아이레스                 | 아르헨티나 그랑프리 (1953 ~ 1958, 1960, 1972 ~ 1975, 1977 ~ 1981, 1995 ~ 1998) | 20        |
| 카사블랑카                       | 모로코 그랑프리 (1958) | 1         |
| 카탈루냐 (바르셀로나)            | 스페인 그랑프리 (1991 ~ 2013) | 23        |
| 클레르몽페랑                     | 프랑스 그랑프리 (1965, 1969, 1970, 1972) | 4         |
| 댈러스                           | 댈러스 그랑프리 (1984) | 1         |
| 디트로이트                       | 디트로이트 그랑프리 (1982 ~ 1988) | 7         |
| 디종-프레누아                    | 프랑스 그랑프리, 5 (1974, 1977, 1979, 1981, 1984) 스위스 그랑프리, 1 (1982) | 6         |
| 도닝튼                           | 유럽 그랑프리 (1993) | 1         |
| 이스트런던                       | 남아공 그랑프리 (1962 ~ 1963, 1965) | 3         |
| 에슈토릴                         | 포르투갈 그랑프리 (1984 ~ 1996) | 13        |
| 그레이터노이다                   | 인도 그랑프리 (2011 ~ 2013) | 3         |
| 호켄하임                         | 독일 그랑프리 (1970, 1977 ~ 1984, 1986 ~ 2006, 2008, 2010, 2012) | 33        |
| 헝가로링                         | 헝가리 그랑프리 (1986 ~ 2013) | 28        |
| 이몰라                           | 이탈리아 그랑프리, 1 (1980) 산마리노 그랑프리, 26 (1981 ~ 2006) | 27        |
| 인디애나폴리스                   | 인디애나폴리스 500, 11 (1950 ~ 1960) 미국 그랑프리, 8 (2000 ~ 2007) | 19        |
| 인터라고스 (상파울루)            | 브라질 그랑프리 (1973 ~ 1977, 1979 ~ 1980, 1990 ~ 2013) | 31        |
| 이스탄불                         | 터키 그랑프리 (2005 ~ 2011) | 7         |
| 자카레파과 (리우데자네이루)      | 브라질 그랑프리 (1978, 1981 ~ 1989) | 10        |
| 하라마                           | 스페인 그랑프리 (1968, 1970, 1972, 1974, 1976 ~ 1979, 1981) | 9         |
| 헤레스                           | 스페인 그랑프리, 5 (1986 ~ 1990) 유럽 그랑프리, 2 (1994, 1997) | 7         |
| 키알라미                         | 남아공 그랑프리 (1967 ~ 1980, 1982 ~ 1985, 1992 ~ 1993) | 20        |
| 라스베이거스                     | 시저스팰리스 그랑프리 (1981 ~ 1982) | 2         |
| 르망                             | 프랑스 그랑프리 (1967) | 1         |
| 롱비치                           | 미국 그랑프리 웨스트 (1976 ~ 1983) | 8         |
| 마그니-쿠르                      | 프랑스 그랑프리 (1991 ~ 2008) | 18        |
| 멜버른                           | 오스트레일리아 그랑프리 (1996 ~ 2013) | 18        |
| 멕시코시티                       | 멕시코 그랑프리 (1963 ~ 1970, 1986 ~ 1992) | 15        |
| 몬산토                           | 포르투갈 그랑프리 (1959) | 1         |
| 몬테카를로                       | 모나코 그랑프리 (1950, 1955 ~ 2013) | 60        |
| 몬주익                           | 스페인 그랑프리 (1969, 1971, 1973, 1975) | 4         |
| 몬트리올                         | 캐나다 그랑프리 (1978 ~ 1986, 1988 ~ 2008, 2010 ~ 2013) | 34        |
| 몬차                             | 이탈리아 그랑프리 (1950 ~ 1979, 1981 ~ 2013) | 63        |
| 모스포트 파크                    | 캐나다 그랑프리 (1967, 1969, 1971 ~ 1974, 1976 ~ 1977) | 8         |
| 후지산                           | 일본 그랑프리 (1976 ~ 1977, 2007 ~ 2008) | 4         |
| 니벨                             | 벨기에 그랑프리 (1972, 1974) | 2         |
| 뉘르부르크링                     | 독일 그랑프리, 26 (1951 ~ 1954, 1956 ~ 1958, 1961 ~ 1969, 1971 ~ 1976, 1985, 2009, 2011, 2013) 유럽 그랑프리, 12 (1984, 1995 ~ 1996, 1999 ~ 2007) 룩셈부르크 그랑프리, 2 (1997 ~ 1998) | 40        |
| 오뽀르또                         | 포르투갈 그랑프리 (1958, 1960) | 2         |
| 폴리카르드 (르 까스뜰레)         | 프랑스 그랑프리 (1971, 1973, 1975 ~ 1976, 1978, 1980, 1982 ~ 1983, 1985 ~ 1990) | 14        |
| 페드랄베스                       | 스페인 그랑프리 (1951, 1954) | 2         |
| 페스카라                         | 페스카라 그랑프리 (1957) | 1         |
| 피닉스                           | 미국 그랑프리 (1989 ~ 1991) | 3         |
| 랭스                             | 프랑스 그랑프리 (1950, 1951, 1953, 1954, 1956, 1958 ~ 1961, 1963, 1966) | 11        |
| 리버사이드                       | 미국 그랑프리 (1960) | 1         |
| 루앙                             | 프랑스 그랑프리 (1952, 1957, 1962, 1964, 1968) | 5         |
| 사키르 (바레인)                  | 바레인 그랑프리 (2004 ~ 2010, 2012 ~ 2013) | 9         |
| 세브링                           | 미국 그랑프리 (1959) | 1         |
| 세팡 (쿠알라 룸푸르)             | 말레이시아 그랑프리 (1999 ~ 2013) | 15        |
| 상하이                           | 중국 그랑프리 (2004 ~ 2013) | 10        |
| 실버스톤                         | 영국 그랑프리 (1950 ~ 1954, 1956, 1958, 1960, 1963, 1965, 1967, 1969, 1971, 1973, 1975, 1977, 1979, 1981, 1983, 1985, 1987 ~ 2013)                                                     | 47        |
| 싱가포르                         | 싱가포르 그랑프리 (2008 ~ 2013) | 6         |
| 스파프랑코르샹                   | 벨기에 그랑프리 (1950 ~ 1956, 1958, 1960 ~ 1968, 1970, 1983, 1985 ~ 2002, 2004 ~ 2005, 2007 ~ 2013)                                                                                    | 46        |
| 스필베르크 (외스터라이히링/A1링) | 오스트리아 그랑프리 (1970 ~ 1987, 1997 ~ 2003) | 25        |
| 몽트랑블랑                       | 캐나다 그랑프리 (1968, 1970) | 2         |
| 스즈카                           | 일본 그랑프리 (1987 ~ 2006, 2009 ~ 2013) | 25        |
| 발렌시아                         | 유럽 그랑프리 (2008 ~ 2012) | 5         |
| 왓킨스 글렌                      | 미국 그랑프리 (1961 ~ 1980) | 20        |
| 야스 마리나                      | 아부다비 그랑프리 (2009 ~ 2013) | 5         |
| 영암                             | 코리아 그랑프리 (2010 ~ 2013) | 4         |
| 잔트포르트                       | 네덜란드 그랑프리 (1952 ~ 1953, 1955, 1958 ~ 1971, 1973 ~1985) | 30        |
| 첼트베크                         | 오스트리아 그랑프리 (1964) | 1         |
| 졸더                             | 벨기에 그랑프리 (1973, 1975 ~ 1982, 1984) | 10        |

## 예정 레이스
- 아메리카 그랑프리
  - 뉴저지주 위호큰 포트 임페리얼 스트리트 서킷에서 개최. (2014 시즌)[1]

- 러시아 그랑프리
  - 소치 올림픽 파크 서킷에서 개최. (2014 시즌)[2]

## 시즌 레이스

### 1950-1959
| Rnd | 1950     | 1951     | 1952     | 1953       | 1954       | 1955       | 1956       | 1957       | 1958       | 1959     |
| --- | -------- | -------- | -------- | ---------- | ---------- | ---------- | ---------- | ---------- | ---------- | -------- |
| 1   | 영국     | 스위스   | 스위스   | 아르헨티나 | 아르헨티나 | 아르헨티나 | 아르헨티나 | 아르헨티나 | 아르헨티나 | 모나코   |
| 2   | 모나코   | 인디 500 | 인디 500 | 인디 500   | 인디 500   | 모나코     | 모나코     | 모나코     | 모나코     | 인디 500 |
| 3   | 인디 500 | 벨기에   | 벨기에   | 네덜란드   | 벨기에     | 인디 500   | 인디 500   | 인디 500   | 네덜란드   | 네덜란드 |
| 4   | 스위스   | 프랑스   | 프랑스   | 벨기에     | 프랑스     | 벨기에     | 벨기에     | 프랑스     | 인디 500   | 프랑스   |
| 5   | 벨기에   | 영국     | 영국     | 프랑스     | 영국       | 네덜란드   | 프랑스     | 영국       | 벨기에     | 영국     |
| 6   | 프랑스   | 독일     | 독일     | 영국       | 독일       | 영국       | 영국       | 독일       | 프랑스     | 독일     |
| 7   | 이탈리아 | 이탈리아 | 네덜란드 | 독일       | 스위스     | 이탈리아   | 독일       | 이탈리아   | 영국       | 포르투갈 |
| 8   |          | 스페인   | 이탈리아 | 스위스     | 이탈리아   |            | 이탈리아   | 이탈리아   | 독일       | 이탈리아 |
| 9   |          |          |          | 이탈리아   | 스페인     |            |            |            | 포르투갈   | 미국     |
| 10  |          |          |          |            |            |            |            |            | 이탈리아   |          |
| 11  |          |          |          |            |            |            |            |            | 모로코     |          |

### 1960-1969
| Rnd | 1960       | 1961     | 1962     | 1963     | 1964       | 1965     | 1966     | 1967     | 1968     | 1969     |
| --- | ---------- | -------- | -------- | -------- | ---------- | -------- | -------- | -------- | -------- | -------- |
| 1   | 아르헨티나 | 모나코   | 네덜란드 | 모나코   | 모나코     | 남아공   | 모나코   | 남아공   | 남아공   | 남아공   |
| 2   | 모나코     | 네덜란드 | 모나코   | 벨기에   | 네덜란드   | 모나코   | 벨기에   | 모나코   | 스페인   | 스페인   |
| 3   | 인디 500   | 벨기에   | 벨기에   | 네덜란드 | 벨기에     | 벨기에   | 프랑스   | 네덜란드 | 모나코   | 모나코   |
| 4   | 네덜란드   | 프랑스   | 프랑스   | 프랑스   | 프랑스     | 프랑스   | 영국     | 벨기에   | 벨기에   | 네덜란드 |
| 5   | 벨기에     | 영국     | 영국     | 영국     | 영국       | 영국     | 네덜란드 | 프랑스   | 네덜란드 | 프랑스   |
| 6   | 프랑스     | 독일     | 독일     | 독일     | 독일       | 네덜란드 | 독일     | 영국     | 프랑스   | 영국     |
| 7   | 영국       | 이탈리아 | 이탈리아 | 이탈리아 | 오스트리아 | 독일     | 이탈리아 | 독일     | 영국     | 독일     |
| 8   | 포르투갈   | 미국     | 미국     | 미국     | 이탈리아   | 이탈리아 | 미국     | 캐나다   | 독일     | 이탈리아 |
| 9   | 이탈리아   |          | 남아공   | 멕시코   | 미국       | 미국     | 멕시코   | 이탈리아 | 이탈리아 | 캐나다   |
| 10  | 미국       |          |          | 남아공   | 멕시코     | 멕시코   |          | 미국     | 캐나다   | 미국     |
| 11  |            |          |          |          |            |          |          | 멕시코   | 미국     | 멕시코   |
| 12  |            |          |          |          |            |          |          |          | 멕시코   |          |

### 1970-1979
| Rnd | 1970       | 1971       | 1972       | 1973       | 1974       | 1975       | 1976       | 1977       | 1978       | 1979       |
| --- | ---------- | ---------- | ---------- | ---------- | ---------- | ---------- | ---------- | ---------- | ---------- | ---------- |
| 1   | 남아공     | 남아공     | 아르헨티나 | 아르헨티나 | 아르헨티나 | 아르헨티나 | 브라질     | 아르헨티나 | 아르헨티나 | 아르헨티나 |
| 2   | 스페인     | 스페인     | 남아공     | 브라질     | 브라질     | 브라질     | 남아공     | 브라질     | 브라질     | 브라질     |
| 3   | 모나코     | 모나코     | 스페인     | 남아공     | 남아공     | 남아공     | USA West   | 남아공     | 남아공     | 남아공     |
| 4   | 벨기에     | 네덜란드   | 모나코     | 스페인     | 스페인     | 스페인     | 스페인     | USA West   | USA West   | USA West   |
| 5   | 네덜란드   | French     | 벨기에     | 벨기에     | 벨기에     | 모나코     | 벨기에     | 스페인     | 모나코     | 스페인     |
| 6   | 프랑스     | 영국       | 프랑스     | 모나코     | 모나코     | 벨기에     | 모나코     | 모나코     | 벨기에     | 벨기에     |
| 7   | 영국       | 독일       | 영국       | 스웨덴     | 스웨덴     | 스웨덴     | 스웨덴     | 벨기에     | 스페인     | 모나코     |
| 8   | 독일       | 오스트리아 | 독일       | 프랑스     | 네덜란드   | 네덜란드   | 프랑스     | 스웨덴     | 스웨덴     | 프랑스     |
| 9   | 오스트리아 | 이탈리아   | 오스트리아 | 영국       | 프랑스     | 프랑스     | 영국       | 프랑스     | 프랑스     | 영국       |
| 10  | 이탈리아   | 캐나다     | 이탈리아   | 네덜란드   | 영국       | 영국       | 독일       | 영국       | 영국       | 독일       |
| 11  | 캐나다     | 미국       | 캐나다     | 독일       | 독일]      | 독일       | 오스트리아 | 독일       | 독일       | 오스트리아 |
| 12  | 미국       |            | 미국       | 오스트리아 | 오스트리아 | 오스트리아 | 네덜란드   | 오스트리아 | 오스트리아 | 네덜란드   |
| 13  | 멕시코     |            |            | 이탈리아   | 이탈리아   | 이탈리아   | 이탈리아   | 네덜란드   | 네덜란드   | 이탈리아   |
| 14  |            |            |            | 캐나다     | 캐나다     | 미국       | 캐나다     | 네덜란드   | 네덜란드   | 캐나다     |
| 15  |            |            |            | 미국       | 미국       |            | 미국       | 미국       | 미국       | 미국       |
| 16  |            |            |            |            |            |            | 일본       | 캐나다     | 캐나다     |            |
| 17  |            |            |            |            |            |            |            | 일본       |            |            |

### 1980-1989
| Rnd | 1980       | 1981         | 1982         | 1983       | 1984       | 1985           | 1986           | 1987           | 1988           | 1989           |
| --- | ---------- | ------------ | ------------ | ---------- | ---------- | -------------- | -------------- | -------------- | -------------- | -------------- |
| 1   | 아르헨티나 | USA West     | 남아공       | 브라질     | 브라질     | 브라질         | 브라질         | 브라질         | 브라질         | 브라질         |
| 2   | 브라질     | 브라질       | 브라질       | USA West   | 남아공     | 포르투갈       | 스페인         | 산마리노       | 산마리노       | 산마리노       |
| 3   | 남아공     | 아르헨티나   | USA West     | 프랑스     | 벨기에     | 산마리노       | 산마리노       | 벨기에         | 모나코         | 모나코         |
| 4   | USA West   | 산마리노     | 산마리노     | 산마리노   | 산마리노   | 모나코         | 모나코         | 모나코         | 멕시코         | 멕시코         |
| 5   | 벨기에     | 벨기에       | 벨기에       | 모나코     | 프랑스     | 캐나다         | 벨기에         | 디트로이트     | 캐나다         | 미국           |
| 6   | 모나코     | 모나코       | 모나코       | 벨기에     | 모나코     | 디트로이트     | 캐나다         | 프랑스         | 디트로이트     | 캐나다         |
| 7   | 프랑스     | 스페인       | 디트로이트   | 디트로이트 | 캐나다     | 프랑스         | 디트로이트     | 영국           | 프랑스         | 프랑스         |
| 8   | 영국       | 프랑스       | 캐나다       | 캐나다     | 디트로이트 | 영국           | 프랑스         | 영국           | 영국           | 영국           |
| 9   | 독일       | 영국         | 네덜란드     | 영국       | 댈러스     | 독일           | 영국           | 헝가리         | 독일           | 독일           |
| 10  | 오스트리아 | 독일         | 영국         | 독일       | 영국       | 헝가리         | 독일           | 오스트리아     | 헝가리         | 헝가리         |
| 11  | 네덜란드   | 오스트리아   | 프랑스       | 오스트리아 | 독일       | 네덜란드       | 헝가리         | 이탈리아       | 벨기에         | 벨기에         |
| 12  | 이탈리아   | 네덜란드     | 독일         | 네덜란드   | 오스트리아 | 이탈리아       | 오스트리아     | 포르투갈       | 이탈리아       | 이탈리아       |
| 13  | 캐나다     | 이탈리아     | 오스트리아   | 이탈리아   | 네덜란드   | 벨기에         | 이탈리아       | 스페인         | 포르투갈       | 포르투갈       |
| 14  | 미국       | 캐나다       | 스위스       | 유럽       | 이탈리아   | 유럽           | 포르투갈       | 멕시코         | 스페인         | 스페인         |
| 15  |            | 시저스팰리스 | 이탈리아     | 남아공     | 유럽       | 남아공         | 멕시코         | 일본           | 일본           | 일본           |
| 16  |            |              | 시저스팰리스 |            | 포르투갈   | 오스트레일리아 | 오스트레일리아 | 오스트레일리아 | 오스트레일리아 | 오스트레일리아 |

### 1990-1999
| Rnd | 1990           | 1991           | 1992           | 1993           | 1994           | 1995           | 1996           | 1997           | 1998           | 1999           |
| --- | -------------- | -------------- | -------------- | -------------- | -------------- | -------------- | -------------- | -------------- | -------------- | -------------- |
| 1   | 미국           | 미국           | 남아공         | 남아공         | 브라질         | 브라질         | 오스트레일리아 | 오스트레일리아 | 오스트레일리아 | 오스트레일리아 |
| 2   | 브라질         | 브라질         | 멕시코         | 브라질         | 퍼시픽         | 아르헨티나     | 브라질         | 브라질         | 브라질         | 브라질         |
| 3   | 산마리노       | 산마리노       | 브라질         | 유럽           | 산마리노       | 산마리노       | 아르헨티나     | 아르헨티나     | 아르헨티나     | 산마리노       |
| 4   | 모나코         | 모나코         | 스페인         | 산마리노       | 모나코         | 스페인         | 유럽           | 산마리노       | 산마리노       | 모나코         |
| 5   | 캐나다         | 캐나다         | 산마리노       | 스페인         | 스페인         | 모나코         | 산마리노       | 모나코         | 스페인         | 스페인         |
| 6   | 멕시코         | 멕시코         | 모나코         | 모나코         | 캐나다         | 캐나다         | 모나코         | 스페인         | 스페인         | 캐나다         |
| 7   | 프랑스         | 프랑스         | 캐나다         | 캐나다         | 프랑스         | 프랑스         | 스페인         | 캐나다         | 캐나다         | 프랑스         |
| 8   | 영국           | 영국           | 프랑스         | 프랑스         | 영국           | 영국           | 캐나다         | 프랑스         | 프랑스         | 영국           |
| 9   | 독일           | 독일           | 영국           | 영국           | 독일           | 독일           | 프랑스         | 영국           | 영국           | 오스트리아     |
| 10  | 헝가리         | 헝가리         | 독일           | 독일           | 헝가리         | 헝가리         | 영국           | 독일           | 오스트리아     | 독일           |
| 11  | 벨기에         | 벨기에         | 헝가리         | 헝가리         | 벨기에         | 벨기에         | 독일           | 헝가리         | 독일           | 헝가리         |
| 12  | 이탈리아       | 이탈리아       | 벨기에         | 벨기에         | 이탈리아       | 이탈리아       | 헝가리         | 벨기에         | 헝가리         | 벨기에         |
| 13  | 포르투갈       | 포르투갈       | 이탈리아       | 이탈리아       | 포르투갈       | 포르투갈       | 벨기에         | 이탈리아       | 벨기에         | 이탈리아       |
| 14  | 스페인         | 스페인         | 포르투갈       | 포르투갈       | 유럽           | 유럽           | 이탈리아       | 오스트리아     | 이탈리아       | 유럽           |
| 15  | 일본           | 일본           | 일본           | 일본           | 일본           | 퍼시픽         | 포르투갈       | 룩셈부르크     | 룩셈부르크     | 말레이시아     |
| 16  | 오스트레일리아 | 오스트레일리아 | 오스트레일리아 | 오스트레일리아 | 오스트레일리아 | 일본           | 일본           | 일본           | 일본           | 일본           |
| 17  |                |                |                |                |                | 오스트레일리아 |                | 유럽           |                |                |

### 2000-2009
| Rnd | 2000           | 2001           | 2002           | 2003           | 2004           | 2005           | 2006           | 2007           | 2008           | 2009           |
| --- | -------------- | -------------- | -------------- | -------------- | -------------- | -------------- | -------------- | -------------- | -------------- | -------------- |
| 1   | 오스트레일리아 | 오스트레일리아 | 오스트레일리아 | 오스트레일리아 | 오스트레일리아 | 오스트레일리아 | 바레인         | 오스트레일리아 | 오스트레일리아 | 오스트레일리아 |
| 2   | 브라질         | 말레이시아     | 말레이시아     | 말레이시아     | 말레이시아     | 말레이시아     | 말레이시아     | 말레이시아     | 말레이시아     | 말레이시아     |
| 3   | 산마리노       | 브라질         | 브라질         | 브라질         | 바레인         | 바레인         | 오스트레일리아 | 바레인         | 바레인         | 중국           |
| 4   | 영국           | 산마리노       | 산마리노       | 산마리노       | 산마리노       | 산마리노       | 산마리노       | 스페인         | 스페인         | 바레인         |
| 5   | 스페인         | 스페인         | 스페인         | 스페인         | 스페인         | 스페인         | 유럽           | 모나코         | 터키           | 스페인         |
| 6   | 유럽           | 오스트리아     | 오스트리아     | 오스트리아     | 모나코         | 모나코         | 스페인         | 캐나다         | 모나코         | 모나코         |
| 7   | 모나코         | 모나코         | 모나코         | 모나코         | 유럽           | 유럽           | 모나코         | 미국           | 캐나다         | 터키           |
| 8   | 캐나다         | 캐나다         | 캐나다         | 캐나다         | 캐나다         | 캐나다         | 영국           | 프랑스         | 프랑스         | 영국           |
| 9   | 프랑스         | 유럽           | 유럽           | 유럽           | 미국           | 미국           | 캐나다         | 영국           | 영국           | 독일           |
| 10  | 오스트리아     | 프랑스         | 영국           | 프랑스         | 프랑스         | 프랑스         | 미국           | 유럽           | 독일           | 헝가리         |
| 11  | 독일           | 영국           | 프랑스         | 영국           | 영국           | 영국           | 프랑스         | 헝가리         | 헝가리         | 유럽           |
| 12  | 헝가리         | 독일           | 독일           | 독일           | 독일           | 독일           | 독일           | 터키           | 유럽           | 벨기에         |
| 13  | 벨기에         | 헝가리         | 헝가리         | 헝가리         | 헝가리         | 헝가리         | 헝가리         | 이탈리아       | 벨기에         | 이탈리아       |
| 14  | 이탈리아       | 벨기에         | 벨기에         | 이탈리아       | 벨기에         | 터키           | 터키           | 벨기에         | 이탈리아       | 싱가포르       |
| 15  | 미국           | 이탈리아       | 이탈리아       | 미국           | 이탈리아       | 이탈리아       | 이탈리아       | 일본           | 싱가포르       | 일본           |
| 16  | 일본           | 미국           | 미국           | 일본           | 중국           | 벨기에         | 중국           | 중국           | 일본           | 브라질         |
| 17  | 말레이시아     | 일본           | 일본           |                | 일본           | 브라질         | 일본           | 브라질         | 중국           | 아부다비       |
| 18  |                |                |                |                | 브라질         | 일본           | 브라질         |                | 브라질         |                |
| 19  |                |                |                |                |                | 중국           |                |                |                |                |

### 2010-2019
| 라운드 | 2010       | 2011       | 2012       | 2013       | 2014       | 2015       | 2016       | 2017         | 2018         | 2019         |
| ------ | ---------- | ---------- | ---------- | ---------- | ---------- | ---------- | ---------- | ------------ | ------------ | ------------ |
| 1      | 바레인     | 호주       | 호주       | 호주       | 호주       | 호주       | 호주       | 호주         | 호주         | 호주         |
| 2      | 호주       | 말레이시아 | 말레이시아 | 말레이시아 | 말레이시아 | 말레이시아 | 바레인     | 중국         | 말레이시아   | 말레이시아   |
| 3      | 말레이시아 | 중국       | 중국       | 중국       | 바레인     | 중국       | 중국       | 바레인       | 중국         | 중국         |
| 4      | 중국       | 터키       | 바레인     | 바레인     | 중국       | 바레인     | 러시아     | 러시아       | 아제르바이잔 | 아제르바이잔 |
| 5      | 스페인     | 스페인     | 스페인     | 스페인     | 스페인     | 스페인     | 스페인     | 스페인       | 스페인       | 스페인       |
| 6      | 모나코     | 모나코     | 모나코     | 모나코     | 모나코     | 모나코     | 모나코     | 모나코       | 모나코       | 모나코       |
| 7      | 터키       | 캐나다     | 캐나다     | 캐나다     | 캐나다     | 캐나다     | 캐나다     | 캐나다       | 캐나다       | 캐나다       |
| 8      | 캐나다     | 유럽       | 유럽       | 영국       | 오스트리아 | 오스트리아 | 유럽       | 아제르바이잔 | 프랑스       | 프랑스       |
| 9      | 유럽       | 영국       | 영국       | 독일       | 영국       | 영국       | 오스트리아 | 오스트리아   | 오스트리아   | 오스트리아   |
| 10     | 영국       | 독일       | 독일       | 헝가리     | 독일       | 헝가리     | 영국       | 영국         | 영국         | 영국         |
| 11     | 독일       | 헝가리     | 헝가리     | 벨기에     | 헝가리     | 벨기에     | 헝가리     | 헝가리       | 독일         | 독일         |
| 12     | 헝가리     | 벨기에     | 벨기에     | 이탈리아   | 벨기에     | 이탈리아   | 독일       | 벨기에       | 헝가리       | 헝가리       |
| 13     | 벨기에     | 이탈리아   | 이탈리아   | 싱가포르   | 이탈리아   | 싱가포르   | 벨기에     | 이탈리아     | 벨기에       | 벨기에       |
| 14     | 이탈리아   | 싱가포르   | 싱가포르   | 대한민국   | 싱가포르   | 일본       | 이탈리아   | 싱가포르     | 이탈리아     | 이탈리아     |
| 15     | 싱가포르   | 일본       | 일본       | 일본       | 일본       | 러시아     | 싱가포르   | 말레이시아   | 싱가포르     | 싱가포르     |
| 16     | 일본       | 대한민국   | 대한민국   | 인도       | 러시아     | 미국       | 말레이시아 | 일본         | 러시아       | 러시아       |
| 17     | 대한민국   | 인도       | 인도       | 아부다비   | 미국       | 멕시코     | 일본       | 미국         | 일본         | 일본         |
| 18     | 브라질     | 아부다비   | 아부다비   | 미국       | 브라질     | 브라질     | 미국       | 멕시코       | 미국         | 멕시코       |
| 19     | 아부다비   | 브라질     | 미국       | 브라질     | 아부다비   | 아부다비   | 멕시코     | 브라질       | 멕시코       | 미국         |
| 20     |            |            | 브라질     |            |            |            | 브라질     | 아부다비     | 멕시코       | 브라질       |
| 21     |            |            |            |            |            |            | 아부다비   |              | 아부다비     | 아부다비     |

### 2020-2029
| 라운드 | 2020        |
| ------ | ----------- |
| 1      | 오스트리아  |
| 2      | 스티리아    |
| 3      | 헝가리      |
| 4      | 영국        |
| 5      | 70주년 기념 |
| 6      | 스페인      |
| 7      | 벨기에      |
| 8      | 이탈리아    |
| 9      |             |
| 10     |             |
| 11     |             |
| 12     |             |
| 13     |             |
| 14     |             |
| 15     |             |
| 16     |             |
| 17     |             |
| 18     |             |
| 19     |             |
| 20     |             |
| 21     |             |

## 주해
1. ↑  독일(12회), 스페인(7회), 영국(3회) 개최.
2. ↑  엄밀히 따지면 인디애나 폴리스 500은 "그랑프리"가 아니지만, 1950년에서 1960년까지 월드 챔피언십 라운드에 포함되었다.
3. ↑  룩셈부르크 그랑프리는 독일에서 개최되었다.
4. ↑  퍼시픽 그랑프리는 일본에서 개최되었다.
5. ↑  코파 아체르보로 알려진 페스카라 그랑프리는 이탈리아 페스카라에서 개최되었다.
6. ↑  산마리노 그랑프리는 이탈리아 이몰라에서 개최되었다.
7. ↑  1978년 이탈리아 그랑프리에서 로니 피터슨이 사망하고, 1979년 스웨덴 그랑프리가 취소된 후 더 이상 스웨덴에서 그랑프리가 개최되지 않았다.
8. ↑  1955년 르망참사 후 스위스 정부는 자국 영토에서 자동차 경주를 금지시켰다.
9. ↑  1982년 스위스 그랑프리는 프랑스 디종에서 개최되었다.
10. ↑  모든 경주는 현재의 국기가 제정되기 전인 1994년 이전에 개최되었다.